# William S. Pennington

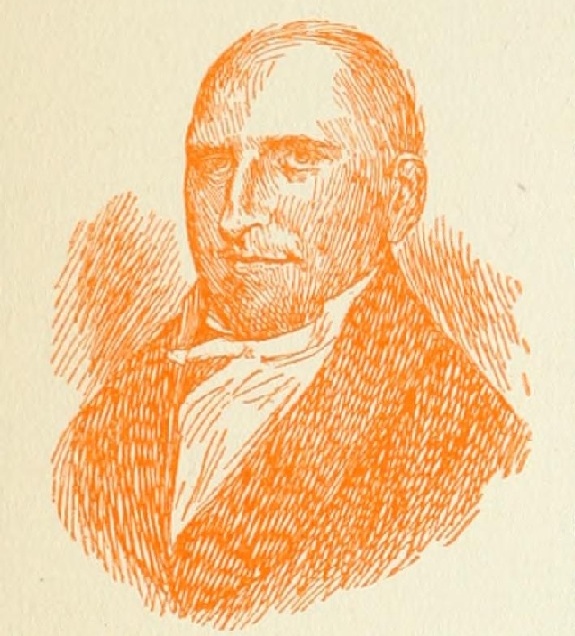
William S. Pennington

William Sanford Pennington (* 1757 in Newark, Provinz New Jersey; † 18. September 1826 ebenda) war ein US-amerikanischer Jurist und Politiker und von 1813 bis 1815 Gouverneur des Bundesstaates New Jersey.

## Frühe Jahre und politischer Aufstieg
William Pennington besuchte die öffentlichen Schulen seiner Heimat. Erst viel später studierte er Jura. Im Jahr 1802 wurde er dann als Rechtsanwalt zugelassen. Beim Ausbruch des Unabhängigkeitskrieges diente Pennington in einer Artillerieeinheit aus New Jersey. Während der Schlacht von Yorktown wurde er verwundet und später für seine militärischen Leistungen ausgezeichnet.
Pennington wurde Mitglied der Demokratisch-Republikanischen Partei von Thomas Jefferson. Zwischen 1797 und 1799 war er Mitglied im Parlament von New Jersey, das sich damals noch State Assembly nannte. Von 1801 bis 1802 gehörte er dem Staatsrat von New Jersey an, aus dem später der Staatssenat hervorging; zwischen 1803 und 1804 war er als Nachfolger von George C. Maxwell Bundesstaatsanwalt für den Distrikt von New Jersey. Außerdem fungierte er als Clerk in der Verwaltung des Essex County. Von 1804 bis 1813 war Pennington Richter und Protokollführer am Obersten Gerichtshof seines Staates.

## Gouverneur von New Jersey
Im Jahr 1813 wurde Pennington zum Gouverneur seines Staates gewählt. Er trat sein neues Amt am 29. Oktober 1813 an. Seine Amtszeit wurde von den Ereignissen des Britisch-Amerikanischen Krieges überschattet, zu dem auch New Jersey seinen Beitrag leisten musste. Besondere Aufmerksamkeit wurde auf die Verstärkung der Küstenverteidigung gelegt. Im Jahr 1814 wurde Pennington von der Legislative in seinem Amt bestätigt. Nachdem er aber im Jahr 1815 von Präsident James Madison als Nachfolger des verstorbenen Robert Morris zum Richter am Bundesbezirksgericht für den Distrikt New Jersey ernannt worden war, trat er am 19. Juni 1815 von seinem Amt als Gouverneur zurück. Die restliche Amtszeit wurde von William Kennedy beendet.
Pennington übte das Amt des Richters elf Jahre lang bis zu seinem Tod im Jahr 1826 aus. Er war zweimal verheiratet und hatte insgesamt zehn Kinder, darunter den Sohn William (1796–1862), der später ebenfalls Gouverneur von New Jersey sowie Abgeordneter und Präsident des US-Repräsentantenhauses werden sollte.